# Echeveria brachetii
Echeveria brachetii är en fetbladsväxtart som beskrevs av J.Reyes, O.González. Echeveria brachetii ingår i släktet Echeveria och familjen fetbladsväxter. Inga underarter finns listade i Catalogue of Life.